# Diócesis de Wanxian
La diócesis de Wanxian (en latín: Dioecesis Uanscienensis y en chino tradicional, 天主教萬縣教區; en chino simplificado, 天主教万县教区) es una circunscripción eclesiástica de la Iglesia católica en China. Se trata de una diócesis latina, sufragánea de la arquidiócesis de Chongqing. Desde el 13 de diciembre de 2008 su obispo es Paul He Zeqing, aunque para el Anuario Pontificio está vacante desde el 10 de enero de 2001. La Asociación Patriótica Católica China la renombró después de 1997 como diócesis de Wanzhou, luego de transferir parte de su territorio a la diócesis de Shunqing (que renombró diócesis de Nanchong), sin el asentimiento de la Santa Sede.

## Territorio y organización
La diócesis tiene 20 000 km² y extiende su jurisdicción sobre los fieles católicos de rito latino residentes en la parte norte del municipio de Chongqing (antiguamente, Chungking o Tchong-kin-fou), que hasta 1997 era parte de la provincia de Sichuan (antiguamente, Sechuan, Sutchuen o Szechwan), en donde abarca el distrito de Wanzhou y ocho condados en una zona montañosa: Chengkou, Fengjie, Kaixian, Liangping, Wushan, Wuxi, Yunyang y Zhongxian, por un total de 20 000 kilómetros cuadrados. Actualmente tiene un estimado de 60 000 católicos dispersos a lo largo del río Yangtsé. Limita al oeste con la diócesis de Shunqing (Sichuan), al este con la diócesis de Shinan (Hubei), al norte con la prefectura apostólica de Xing’anfu (Shaanxi), y al sur y sudoeste con la arquidiócesis de Chongqing (Chongqing).
La sede de la diócesis se encuentra en la villa de Longbao, en donde se halla la iglesia del Sagrado Corazón, que es la iglesia católica más grande del sudoeste de China, con una capacidad para 3000 personas. En Wanzhou (antiguamente, Wanxian, Wanhsien o Ouan-hien) se encuentra la Catedral de la Inmaculada Concepción, que fue dañada durante la Revolución Cultural y reconstruida en un sitio a 2 km.
En 1950 en la diócesis existían 25 parroquias.

## Historia
El vicariato apostólico de Wanhsien fue erigido el 2 de agosto de 1929 con el breve Aucto Pastorum del papa Pío XI, obteniendo el territorio del vicariato apostólico de Chongqing (hoy arquidiócesis).
El 11 de abril de 1946 el vicariato apostólico fue elevado a diócesis con la bula Quotidie Nos del papa Pío XII.
El 8 de diciembre de 1949 la ciudad de Wanxian fue ocupada por el Partido Comunista de China, que se impuso en la guerra civil y proclamó la República Popular China el 1 de octubre de 1949. El 4 de septiembre de 1951 China comunista expulsó al nuncio apostólico Antonio Riberi y la Santa Sede continuó reconociendo a la República de China en Taiwán como el legítimo gobierno chino. Todos los misioneros extranjeros fueron expulsados de China comunista en 1952.
La Asociación Patriótica Católica China fue creada con el apoyo de la Oficina de Asuntos Religiosos de la República Popular de China en 1957, con el objetivo de controlar las actividades de los católicos en China. Su nombre público es Iglesia católica china y es referida como la "Iglesia oficial" en contraposición a la "Iglesia subterránea" o "Iglesia clandestina" leal a la Santa Sede.
En el período de 1966 a 1976 la Revolución Cultural se ensañó especialmente contra la religión, destruyéndose numerosas iglesias y cesaron todas las actividades religiosas en la diócesis, que pudo reanudar sus operaciones a principios de la década de 1980.
La Asociación Patriótica Católica China la renombró después de 1997 como diócesis de Wanzhou, luego de transferir parte de su territorio a la diócesis de Shunqing (que renombró diócesis de Nanchong), sin el asentimiento de la Santa Sede.
En 1998, Matthias Duan Yin-ming y Joseph Xu Zhixuan fueron invitados a participar en la Asamblea especial para Asia del Sínodo de los obispos, pero el gobierno chino les negó el permiso para salir de China.
El 10 de enero de 2001 murió el obispo Matthias Duan Yin-ming, uno de los últimos obispos ordenados por Pío XII. Su sucesor fue José Xu Zhixuan, ya obispo coadjutor desde 1989 y también obispo "oficial" reconocido por el gobierno,  fallecido el 8 de diciembre de 2008. Paul He Zeqing, antiguo coadjutor de Xu Zhixuan desde 2005, es actualmente obispo de la diócesis de Wanxian . 
El 22 de septiembre de 2018 se firmó en Pekín el Acuerdo provisional entre la Santa Sede y la República Popular de China sobre el nombramiento de los obispos. El 22 de octubre de 2020 el acuerdo fue prorrogado por otros dos años y en octubre de 2022 por otros dos años más.
Debido a la situación particular de la Iglesia católica en China, la Santa Sede no nombra obispos para las diócesis chinas, que son sedes oficialmente vacantes incluso en presencia de obispos reconocidos por Roma.

## Estadísticas
Según el Anuario Pontificio 1951 la diócesis tenía a fines de 1950 un total de 22 649 fieles bautizados.
| Año                                                                             | Población            | Población | Población      | Sacerdotes | Sacerdotes    | Sacerdotes    | Bautizados por sacerdote | Diáconos permanentes | Religiosos | Religiosos | Parroquias |
| Año                                                                             | Bautizados católicos | Total     | % de católicos | Total      | Clero secular | Clero regular | Bautizados por sacerdote | Diáconos permanentes | Varones    | Mujeres    | Parroquias |
| ------------------------------------------------------------------------------- | -------------------- | --------- | -------------- | ---------- | ------------- | ------------- | ------------------------ | -------------------- | ---------- | ---------- | ---------- |
| 1950                                                                            | 22 649               | 5 000 000 | 0.5            | 46         | 46            |               | 492                      |                      | 2          | 17         | 25         |
| Fuente: Catholic-Hierarchy, que a su vez toma los datos del Anuario Pontificio. |                      |           |                |            |               |               |                          |                      |            |            |            |

## Episcopologio

### Vicario apostólico de Wanhsien
- Francis Xavier Wang Ze-pu (Wang Tse-pu) † (16 de diciembre de 1929-11 de abril de 1946 nombrado obispo)

### Obispos de Wanhsien/Wanxian
- Francis Xavier Wang Ze-pu (Wang Tse-pu) † (16 de diciembre de 1929-11 de abril de 1947 retirado)
- Matthias Duan Yin-ming (Tuan In-Min) † (9 de junio de 1949-10 de enero de 2001

falleció)

### Obispos de Wanzhou
- - Sede vacante
  - Joseph Xu Zhixuan † (10 de enero de 2001 por sucesión-8 de diciembre de 2008 falleció)
  - Paul He Zeqing, desde el 13 de diciembre de 2008